# ريجينالد فيليبس
كان ريجينالد موسى فيليبس، الحاصل على وسام الإمبراطورية البريطانية (CBE)، والحاصل على دكتوراه في القانون (شهادة فخرية) (1888-1977)، رجل أعمال إنجليزيًا، ومُحسنًا، وجامعًا لطوابع البريد. في عام 1966، وبعد مفاوضات مع توني بين، المدير العام لهيئة البريد، تبرع بمجموعتهِ الشاملة من طوابع العصر الفيكتوري البريطاني، المكونة من 46 مجلدًا، للأمة، بالإضافة إلى 50,000 جنيه إسترليني لصيانتها، حيث شكلت جوهر ما كان يُعرف آنذاك (1966-1998) بالمتحف البريدي الوطني، وهو الآن متحف وأرشيف البريد البريطاني.
بعد أن حقق نجاحًا كرجل أعمال، عاد فيليبس إلى هواية طفولتهِ في جمع الطوابع في الخمسينيات من عمرهِ. ثم شرع في تجميع أشمل مجموعة من طوابع العصر الفيكتوري وفهرستها بدقة. وبعد أن تبرع بمجموعتهِ الخاصة بالملكة فيكتوريا البريطانية للأمة، جمع مجموعات أخرى مثل طوابع الملك جورج الخامس لأحصنة البحر. كما تبرع خلال حياتهِ للمساعدة في تعليم الأطفال الصم.
كما أسس فيليبس جائزة ميدالية فيليبس الذهبية التي تمنح لتصميم الطوابع البريدية ومازالت تمنح منذ عام 1969.